# Вальдифьори, Мирко
Мирко Вальдифьори (итал. Mirko Valdifiori; родился 21 апреля 1986 года в городе Русси, Италия) — итальянский футболист, полузащитник. Выступал в сборной Италии.

## Клубная карьера
Вальдифьори — воспитанник клуба «Чезена». 14 мая 2005 года в матче против «Дженоа» он дебютировал в Серии B. Из-за высокой конкуренции Мирко редко выходил на поле. Для получения игровой практики он на правах аренды играл за «Павию» и «Леньяно».
В 2008 году Вальдифьори перешёл в «Эмполи». 8 сентября в матче против «Виченцы» он дебютировал за новый клуб. 28 ноября 2009 года в поединке против своего бывшего клуба «Чезены» Мирко забил свой первый гол. В 2014 году Вальдифьори помог команде выйти в элиту. 31 августа в матче против «Удинезе» он дебютировал в Серии А.
Летом 2015 года Мирко перешёл в «Наполи», подписав с клубом контракт на 4 года. 23 августа в матче против «Сассуоло» он дебютировал за новый клуб. Летом 2016 года Вальдифьори перешёл в «Торино». В матче против «Аталанты» он дебютировал за новую команду.